# Евелин Сантос
Евелин Сантос (на испански: Evelyn Santos) е колумбийска актриса и модел, родена в град Толима, Колумбия.

## Биография
Актьорската и кариера започва с покана за участие в конкурс за красота. По стечение на обстоятелствата не успява да се яви на конкурса. Тогава решава да учи актьорско майсторство, тъй като като ученичка, когато е била на 10-12 години е участвала в театралната група към училището. Започва да учи при Аня Новички, съпруга на известен режисьор в Колумбия. Учи при нея дълго време и след това отива при актьора Раул Санта (Raúl Santa) и при Норман Карин, който е подготвил много актьори. Един ден и се обаждат да участва в епизод от комедията „O Todos en la cama". След това се запознава Рамиро Менесес, който я кани да участва в известния колумбийски сериал „Vuelo Secreto", който има успех в ефир повече от 7 години. Става част от екипа на RCN при снимките на теленовелата „Las Juanas.

## Филмография
- Света дяволица (Santa diabla) (2013) – Глория
- Някой те наблюдава (Alguien te mira) (2010) – Луиса Карвахал
- Господарката на Троя (La dama de Troya) (2008) – Карина
- Лицето на другата (El rostro de Analía) (2008/09) – Марлене
- Чужди грехове (Pecados ajenos) (2007) – Гаспарина
- Под юздите на любовта (Bajo las riendas del amor) (2007) – Норма
- Вдовицата в бяло (La viuda de blanco) (2006) – Мирта Каталина
- Съдбовни решения (Decisiones) (2005/08)
- Непокорен ангел (Ángel rebelde) (2004) – Габриела Гамбоа
- Сага: Семеен бизнес (La Saga: Negocio de familia) (2004) – Джиджи
- Смъртни грехове (Pecados capitales) (2002) – Ева
- На лов за милиоинер (Cazando a un millonario) (2001) – Валентина Сулоага
- Radio Pirata (2001) – Карен
- Майка (La madre) (1999)- Ракел
- Петте Хуани (Las Juanas) (1997) – Мария Делия
- O todos en la cama (1994)
- Vuelo Secreto